# Mantaray
Mantaray é o primeiro álbum a solo de Siouxsie, vocalista das bandas Siouxsie & the Banshees e The Creatures. O álbum foi lançado em 2007 pela Decca, produzido por Steve Evans e Charlie Jones.

## Faixas
1. Into a Swan (Sioux, Kookie, Brion James) - 4:12
2. About to Happen (Sioux, Noko, Charlie Jones, Steve Evans) - 2:50
3. Here Comes That Day (Sioux, Noko, Kookie, Howard Gray) - 4:02
4. Loveless (Sioux, Kookie, Brion James) - 4:24
5. If It Doesn't Kill You (Sioux, Charlie Jones, Steve Evans) - 4:32
6. One Mile Below (Sioux) - 3:00
7. Drone Zone (Sioux, Steve Hilton) - 3:22
8. Sea of Tranquility (Sioux, Charlie Jones, Steve Evans) - 5:13
9. They Follow You (Sioux, Charlie Jones, Steve Evans, Graham Crabb) - 5:02
10. Heaven and Alchemy (Sioux, Charlie Jones, Steve Evans) - 4:18

## Músicos
- Siouxsie Sioux — Vocais
- Steve Evans — Guitarra, Programação, Ukulele
- Charlie Jones — Baixo, Piano Rhodes, Sintetizador, Piano, Auto-harpa
- Clive Deamer — Bateria
- Hossam Ramzy — Percussão
- Ken Dewar — Percussão
- Noko — Guitarras, Teclado, Programação
- Phil Andrews — Guitarra, Teclado, Programação
- Terry Edwards — Saxofone, Trompete, Flugelhorn
- Ted Benham — Saltério, Xilofone
- Davide Rossi — Cordas
- Tom Dalgety — Engenheiro de som